# 西北剿匪
西北剿匪是第二次国共内战后期，中國共產黨领导解放军和新成立的中华人民共和国政府在西北地区，对仍效忠于中华民国政府的武装勢力进行多次围剿、平叛的军事行动的稱呼，亦是当时进行的全国大剿匪一部分。依各省情况，又可细分为新疆剿匪、青海剿匪、甘肃剿匪、宁夏剿匪。
1949年4、5月间，中国共产党领导解放军取得渡江战役胜利后，其在第二次国共内战胜局已定。退守广州的中华民国中央政府拟定兰州决战计划，意图守住西北地区。但在8月兰州战役后，解放军即迅速占领甘肃、青海。近逼新疆。新疆境内的两股主要力量——中华民国国军驻疆部队和三区革命政权皆倒戈于中国共产党。9月，新疆和平解放。但此后，甘肅，青海，寧夏與新疆省皆有叛乱發生。叛亂分子主要為回民（中華人民共和國稱回族）、撒拉族等穆斯林。

## 背景
1944年，苏联政府在新疆省主导了反抗国民政府的三区革命，建立东突厥斯坦共和国。虽然信仰伊斯兰教，但回族与汉族同样成为三区革命中被东突厥斯坦共和国种族清洗的对象（杀汉灭回）。中华民国政府支持者大多數是马步芳的中華民國國軍的部隊。其中包括曾經在新疆與蘇軍對抗的马虎山。其他包括抗日战争時期擊敗日軍的馬彪。馬步芳、馬虎山與支持中華民國政府的其他將軍都曾經是國民革命軍的軍人與中國國民黨黨員。大多數的部隊是康藏邊界糾紛、抗戰，伊寧事變與國共内戰的老兵。參與部隊多为回族，撒拉族與東鄉族。1949年宁夏战役后，馬步芳帶著超過5萬美元的軍費逃到了香港。马鸿宾与儿子馬敦靖等回族將軍後來叛逃到中國人民解放軍。撒拉族韩有文在新疆投奔中共，1998年去世。马麟的長子馬步榮1949年後投奔中共，为了支持解放军參與朝鮮戰爭給解放軍捐了人民幣1萬元。馬輔臣，馬呈祥的長官之一，也投奔中国共产党。

## 相关
- 第二次国共内战
- 江拉基地保衛戰
- 由蘇聯支持的新疆伊斯蘭叛亂